# Władimir Arnold
Władimir Igoriewicz Arnold, ros. Влади́мир И́горевич Арно́льд (ur. 12 czerwca 1937 w Odessie, zm. 3 czerwca 2010 w Paryżu) – rosyjski matematyk, profesor Instytutu Stiekłowa w Moskwie i Uniwersytetu w Paryżu IX. Laureat Nagrody Leninowskiej (1965), Nagrody Wolfa w matematyce (2001) i innych wyróżnień.
Znany z prac w teorii katastrof, geometrii algebraicznej, mechaniki klasycznej i topologii.

## Życiorys
Studiował na Uniwersytecie Moskiewskim, który ukończył w 1959. Pracę doktorską obronił w 1961 (jego promotorem był Andriej Kołmogorow), a dwa lata później habilitował się. W 1986 został członkiem korespondentem, a w 1990 pełnym członkiem Akademii Nauk ZSRR (od 1991 Rosyjskiej Akademii Nauk).
W 1957 wspólnie z Andriejem Kołmogorowem rozwiązał wariant 13. problemu Hilberta dla funkcji ciągłych.